# Ordinariat militaire de Slovaquie
L'ordinariat militaire de Slovaquie fut créé le 20 janvier 2003 et est destiné aux forces armées slovaques. Sa juridiction couvre toute la Slovaquie. Depuis le 13 juin 2009, sa cathédrale est la nouvellement construite cathédrale Saint-Sébastien de Bratislava qui remplace l'église de la Trinité, cathédrale provisoire.

## Liens Externes
« https://picasaweb.google.com/katedrala.sebastian/KatedralaPosviacka »(Archive.org • Wikiwix • Archive.is • Google • Que faire ?)